# بلدية ليونورا
بلدية ليونورا هي بلدة، في أستراليا، تقع في أستراليا الغربية، بلغ عدد سكانها 781  نسمة وذلك حسب إحصائيات سنة 2016، رمزها البريدي هو 6438.

## المناخ
يظهر الجدول التالي التغييرات المناخية على مدار السنة لبلدية ليونورا:
| البيانات المناخية لـبلدية ليونورا | البيانات المناخية لـبلدية ليونورا | البيانات المناخية لـبلدية ليونورا | البيانات المناخية لـبلدية ليونورا | البيانات المناخية لـبلدية ليونورا | البيانات المناخية لـبلدية ليونورا | البيانات المناخية لـبلدية ليونورا | البيانات المناخية لـبلدية ليونورا | البيانات المناخية لـبلدية ليونورا | البيانات المناخية لـبلدية ليونورا | البيانات المناخية لـبلدية ليونورا | البيانات المناخية لـبلدية ليونورا | البيانات المناخية لـبلدية ليونورا | البيانات المناخية لـبلدية ليونورا |
| الشهر                             | يناير                             | فبراير                            | مارس                              | أبريل                             | مايو                              | يونيو                             | يوليو                             | أغسطس                             | سبتمبر                            | أكتوبر                            | نوفمبر                            | ديسمبر                            | المعدل السنوي                     |
| --------------------------------- | --------------------------------- | --------------------------------- | --------------------------------- | --------------------------------- | --------------------------------- | --------------------------------- | --------------------------------- | --------------------------------- | --------------------------------- | --------------------------------- | --------------------------------- | --------------------------------- | --------------------------------- |
| الدرجة القصوى °م (°ف)             | 49.0 (120.2)                      | 46.7 (116.1)                      | 45.2 (113.4)                      | 41.7 (107.1)                      | 35.6 (96.1)                       | 30.2 (86.4)                       | 28.9 (84.0)                       | 33.0 (91.4)                       | 37.7 (99.9)                       | 40.8 (105.4)                      | 44.4 (111.9)                      | 47.8 (118.0)                      | 49.0 (120.2)                      |
| متوسط درجة الحرارة الكبرى °م (°ف) | 37.0 (98.6)                       | 35.3 (95.5)                       | 32.6 (90.7)                       | 27.9 (82.2)                       | 22.8 (73.0)                       | 19.0 (66.2)                       | 18.4 (65.1)                       | 20.7 (69.3)                       | 24.9 (76.8)                       | 28.9 (84.0)                       | 32.3 (90.1)                       | 35.3 (95.5)                       | 27.9 (82.2)                       |
| متوسط درجة الحرارة الصغرى °م (°ف) | 21.8 (71.2)                       | 20.9 (69.6)                       | 18.6 (65.5)                       | 14.8 (58.6)                       | 10.2 (50.4)                       | 7.3 (45.1)                        | 6.1 (43.0)                        | 7.0 (44.6)                        | 10.0 (50.0)                       | 13.7 (56.7)                       | 17.0 (62.6)                       | 20.0 (68.0)                       | 14.0 (57.2)                       |
| أدنى درجة حرارة °م (°ف)           | 12.6 (54.7)                       | 10.6 (51.1)                       | 8.4 (47.1)                        | 3.1 (37.6)                        | 0.7 (33.3)                        | −2.8 (27.0)                       | −1.7 (28.9)                       | 0.3 (32.5)                        | 1.8 (35.2)                        | 3.6 (38.5)                        | 4.0 (39.2)                        | 9.5 (49.1)                        | −2.8 (27.0)                       |
| الهطول مم (إنش)                   | 26.3 (1.04)                       | 31.2 (1.23)                       | 29.0 (1.14)                       | 20.4 (0.80)                       | 23.9 (0.94)                       | 25.0 (0.98)                       | 18.8 (0.74)                       | 15.9 (0.63)                       | 9.0 (0.35)                        | 9.5 (0.37)                        | 12.4 (0.49)                       | 16.8 (0.66)                       | 236.4 (9.31)                      |
| متوسط أيام هطول الأمطار           | 3.4                               | 3.6                               | 3.9                               | 3.5                               | 4.3                               | 5.4                               | 5.2                               | 3.9                               | 2.6                               | 2.5                               | 2.9                               | 3.2                               | 44.4                              |
| متوسط الرطوبة النسبية (%)         | 21                                | 27                                | 28                                | 34                                | 39                                | 45                                | 43                                | 36                                | 28                                | 22                                | 21                                | 20                                | 30                                |
| المصدر:                           |                                   |                                   |                                   |                                   |                                   |                                   |                                   |                                   |                                   |                                   |                                   |                                   |                                   |